# Al Tucker
Pour les articles homonymes, voir Tucker.
Albert Amos Tucker Jr. (né le 24 février 1943 à Dayton, Ohio ; décédé le 7 mai 2001) était un joueur américain de basket-ball.

## Biographie
Ailier issu de l'Université baptiste de l'Oklahoma, Tucker joue quatre saisons (1967-1971) en National Basketball Association et une saison (1971-1972) en American Basketball Association en tant que membre des SuperSonics de Seattle, des Royals de Cincinnati, des Chicago Bulls, des Bullets de Baltimore et The Floridians. Il réalise une moyenne de 10,1 points par match en carrière, étant élu dans la "NBA All-Rookie Team" lors de la saison 1967-1968 NBA.
Tucker est le premier joueur drafté de l'histoire des SuperSonics de Seattle.

## Palmarès
- NBA All-Rookie First Team (1968)